# أكريدين أورانج
أكريدين أورانج أو أكريدين البرتقالي (بالإنجليزية: Acridine orange)‏
مركب عضوي يعمل كصبغة فلورية انتقائية للحمض النووي مع خصائص كاتيونية مفيدة لتحديد دورة الخلية. أكريدين أورانج  هو قابل للنفاذ من خلال الخلية، مما يسمح للصبغة بالتفاعل مع الحمض النووي عن طريق الإقحام، أو حمض نووي ريبوزي عبر عوامل الجذب الكهروستاتيكية وقانون كولوم . عند ارتباطه بالحمض النووي، يكون أكريدين أورانج مشابهًا جدًا من الناحية الطيفية لمركب عضوي يعرف بالفلوريسين. يمتلك الأكريدين أورانج  والفلوريسين أقصى إثارة عند 502 نانومتر و 525 نانومتر (أخضر). عندما يرتبط الأكريدين أورانج بـ حمض نووي ريبوزي، فإن الصبغة الفلورية تواجه أقصى تحول في الإثارة من 525 نانومتر (أخضر) إلى 460 نانومتر (أزرق). ينتج التحول في الإثارة القصوى أيضًا انبعاثًا أقصى يبلغ 650 نانومتر (أحمر).
أكريدين أورانج قادر على تحمل بيئات الأس الهيدروجيني المنخفضة، مما يسمح للصبغة الفلورية باختراق العضيات الحمضية مثل الجسيمات الحالة والجسيمات الحالة البلعمية التي هي عضيات مرتبطة بالغشاء ضرورية للتحلل المائي الحمضي أو لإنتاج منتجات البلعمة للخلايا المُيتة بالموت المبرمج (الإستماتة). يستخدم أكريدين أورانج في الفحص المجهري مجهر فلوري والتدفق الخلوي. تسمح القدرة على اختراق أغشية الخلايا للعضيات الحمضية والخصائص الموجبة للأكريدين أورانج  للصبغة بالتمييز بين أنواع مختلفة من الخلايا (أي الخلايا البكتيرية وخلايا الدم البيضاء). يوفر التحول في الحد الأقصى من الإثارة وأطوال موجات الانبعاث أساسًا للتنبؤ بالطول الموجي الذي تصبغ فيه الخلايا.